# Chaton (bijou)
Pour les articles homonymes, voir Chaton.

Les parties d'une bague. 1:cercle dit corps de bague. 2:épaule. 3:chaton. 4:pierre.

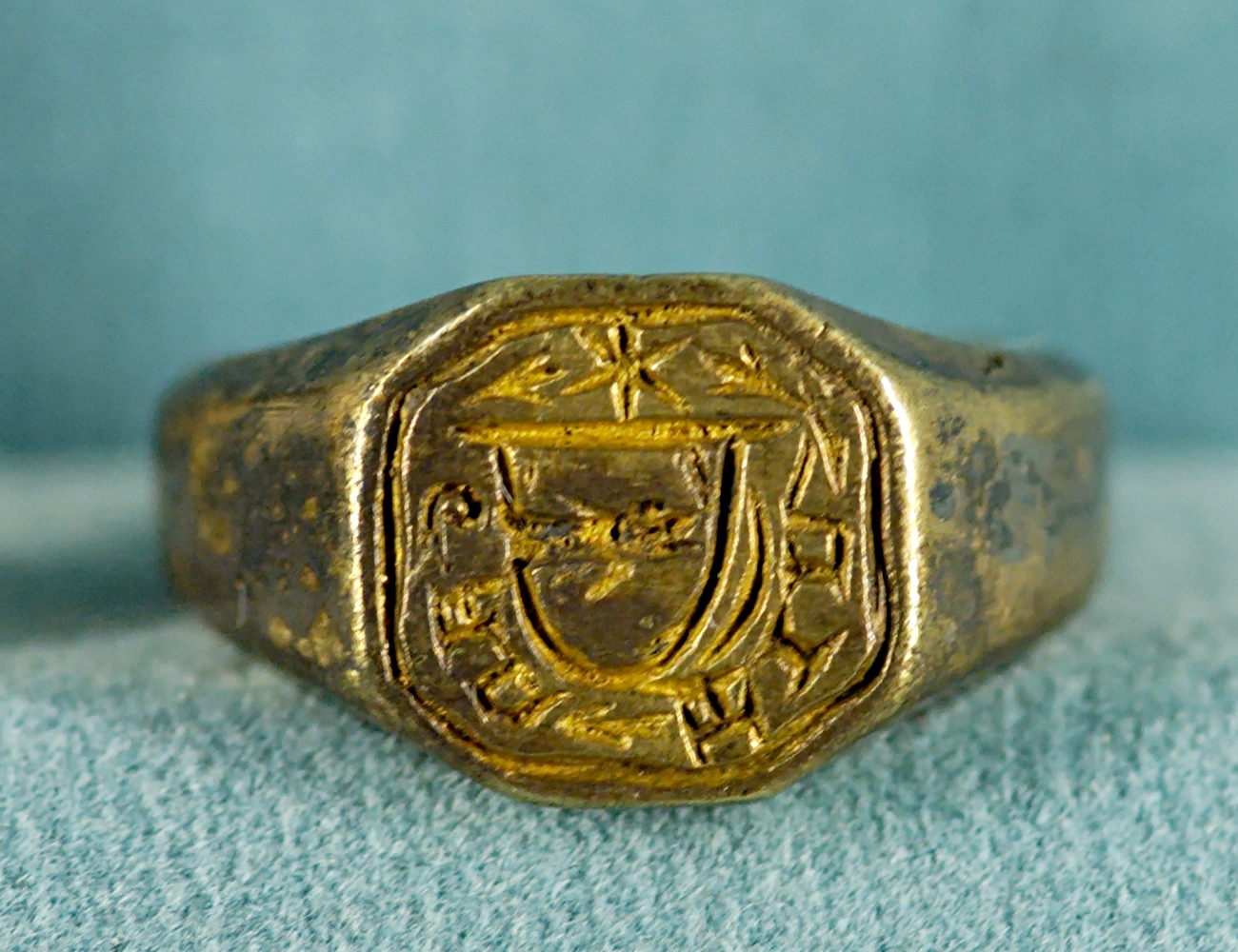
Chevalière avec plateau gravé.

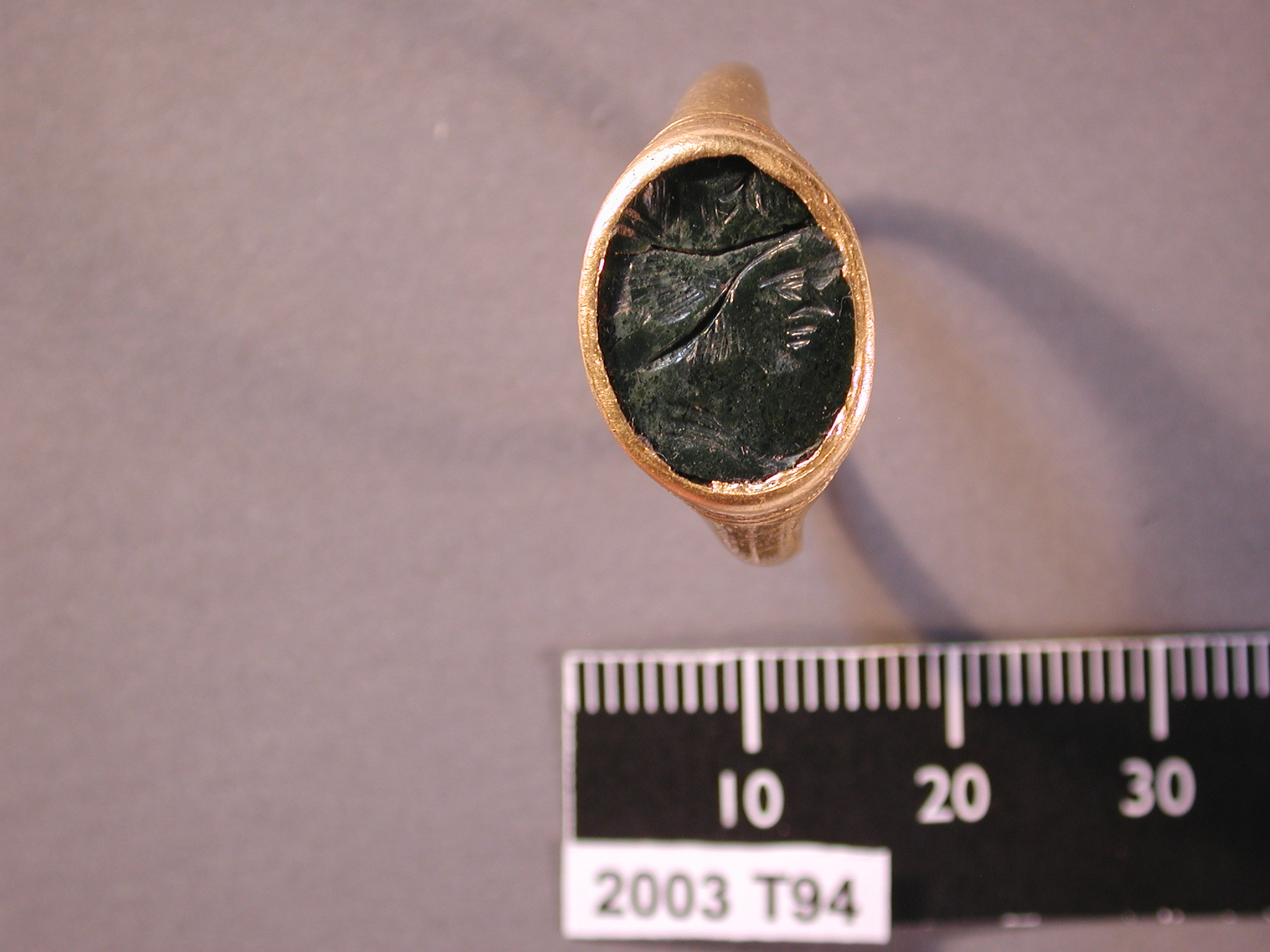
Chevalière dont une glyptique a été sertie masse en son plateau.

Le chaton d'une bague, appelé aussi « tête de bague », est la partie supérieure centrale de la bague qui accueille la pierre précieuse ou l’inscription.
Le chaton peut avoir des formes diverses : ronde, ovale, rectangulaire.
Le sertissage de la pierre gemme consiste traditionnellement à maintenir la pierre entre les griffes du chaton. Dans les montures au design plus contemporain, d'autres techniques sont utilisées : serti tension, serti rail.